# Confine tra Austria e Italia
Il confine tra Austria e Italia ha una lunghezza di 430 km. L'attuale confine fu definito con il Trattato di Saint-Germain-en-Laye del 1919 al termine della prima guerra mondiale.

## Storia

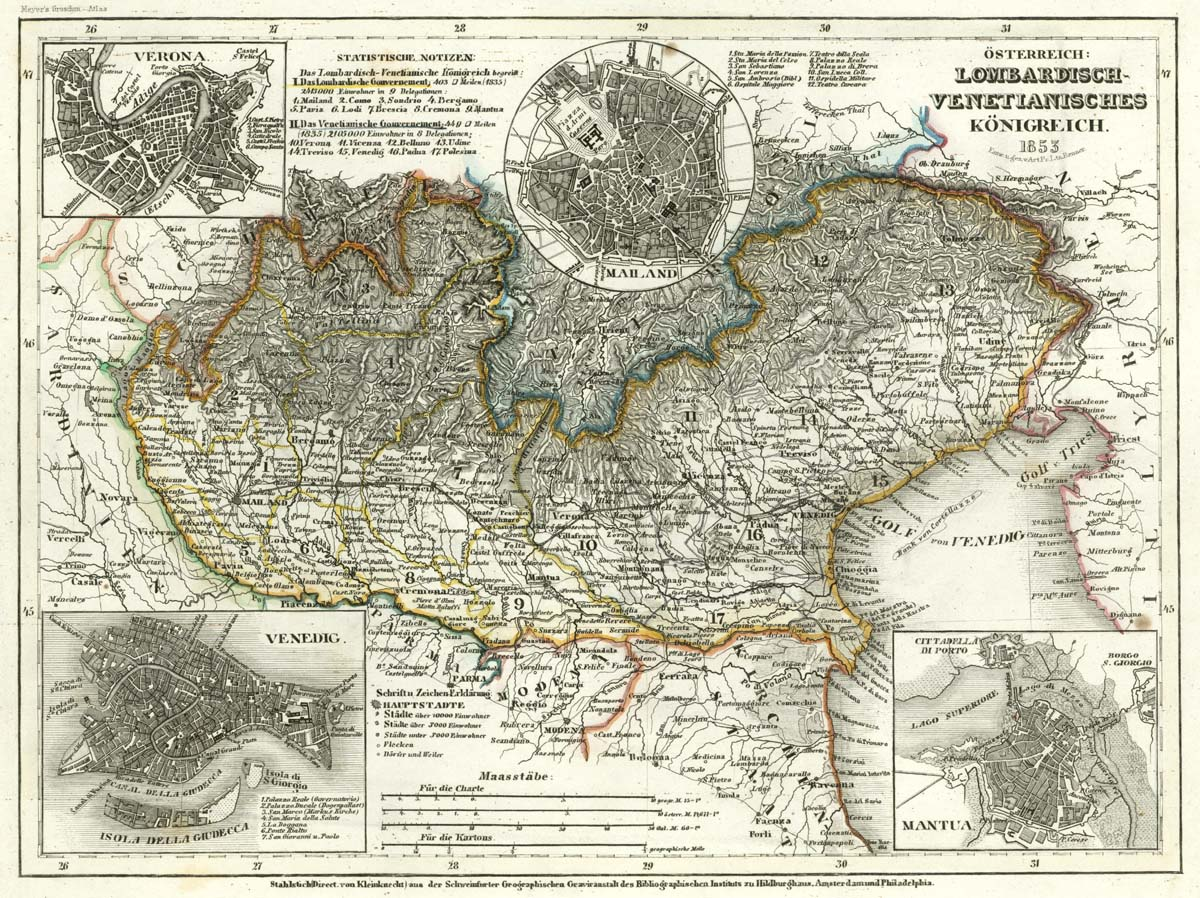
Il confine tra il regno lombardo-veneto e l'impero austriaco

### Situazione preunitaria
A seguito del Congresso di Vienna, l'Impero d'Austria aveva ricevuto parte dell'Italia settentrionale, costituita in Regno lombardo-veneto, il quale rimase parzialmente indipendente ma sempre sotto la corona imperiale austriaca. Il Regno era separato dai territori ereditari della Corona mediante un confine amministrativo che parzialmente riproduceva quello più antico tra impero d'Austria da una parte, ducato di Milano e Repubblica di Venezia dall'altra. 
Modificazioni erano per contro occorse nel tratto orientale dell'antica frontiera austro-veneta che attraversava la Bassa friulana: per rimediare al suo tracciato ritenuto "illogico", perché frastagliato da molteplici enclavi ed exclavi dei due paesi, l'amministrazione austriaca aveva tracciato una nuova frontiera che distingueva territori compatti, provincia del Friuli da una parte e contea principesca di Gorizia e Gradisca dall'altra. Il confine tra Austria e Lombardo-Veneto ebbe funzione di linea doganale fino al 1826.

### Il confine italo-austroungarico (1861-1866)

#### Sistemazione del confine (1861-1866)
Quando fu creato nel 1861 il Regno d'Italia il confine tra Italia e Austria escludeva dal neocostituito regno il Trentino e il Veneto. La situazione non evolvette prima della Terza Guerra d'Indipendenza, al termine della quale il Regno d'Italia ottenne il Veneto. Durante i preparativi dell'armistizio, il generale Petitti e il suo omologo austriaco Möring convennero che la frontiera tra Italia e Impero d'Austria avrebbe ricalcato quella che fin dal 1815 separava il Lombardo-Veneto dalle provincie ereditarie. La frontiera stabilita durante l'armistizio di Cormons fu confermata dalla Pace di Praga (1866) e andava dalla Svizzera fino a Porto Buso, nella laguna di Grado. 

La frontiera italo-austriaca secondo i trattati del 1866. Il Trentino e parte dell'attuale Friuli Venezia-Giulia si trovavano nell'impero. Tale configurazione durò fino alla Grande Guerra.

 Il trattato d'armistizio stabiliva che i due stati avrebbero favorito il più possibile le comunicazioni tra gli abitanti delle due parti della frontiera (che spesso parlavano la stessa lingua: italiano, sloveno o friulano) costruendo ferrovie o stabilendo esenzioni daziarie. Trascriviamo qui sotto l'articolo XIX del trattato in questione:
"Art. XIX. - Le alte potenze contraenti si obbligano ad accordare reciprocamente le maggiori possibili facilitazioni doganali agli abitanti limitrofi dei due paesi per l'usufrutto delle loro proprietà e l'esercizio delle loro industrie"
La questione del cosiddetto confine orientale d'Italia diventa la principale preoccupazione dell'irredentismo italiano, che riassume la diversità dei territori italofoni dell'Austria nel dittico "Trento e Trieste". Autori come Prospero Antonini, Riccardo Fabris o Amato Amati propongono nuovi tracciati per il confine.

#### Le commissioni di delimitazione (1867 e 1911)
Il tracciato del confine venne verificato nel 1867 da una commissione militare presieduta da Carlo Felice Nicolis, conte di Robilant per l'Italia e dal maggior generale Julius Manger di Hirchsberg per l'Austria-Ungheria. Certi tratti della frontiera rimasero contesi. Il molteplicarsi degli incidenti di confine, che la stampa irredentista tendeva a pubblicizzare quasi fossero dei casus belli, incitò gli stati limitrofi a indire una nuova commissione di delimitazione nel 1911. Presieduta dal maggior generale Tommaso Salsa per l'Italia e dal tenente generale Heinrich Tschurtschenthaler per l'Austria-Ungheria, quest'ultima commissione compì una laboriosa revisione dell'intera frontiera, dedicandosi principalmente a tre compiti: risolvere i contenziosi attorno a specifici tratti del confine, provvedere a una migliore demarcazione di quelli per i quali i cippi esistenti non erano sufficienti, infine rettificare le discrepanze tra le mappe degli Istituti Geografici Militari di Vienna e Firenze.

### Tra le due guerre

#### I trattati di pace del 1919
Dopo la prima guerra mondiale il confine fu spostato a nord fino allo spartiacque alpino, secondo il Trattato di Saint-Germain-en-Laye del 1919, includendo nell'Italia l'attuale Regione Trentino-Alto Adige fino ai nostri giorni. L'Austria perdeva peraltro i suoi territori del Friuli e dell'Istria. Di conseguenza, l'Italia divenne limitrofa con la Jugoslavia in quella zona.

#### Vicissitudini del confine durante la Seconda Guerra mondiale
Vi fu inoltre un confine provvisorio, non ratificato da Trattati internazionali, tra il settembre 1943 e l'aprile 1945, quando Hitler creò due zone d'operazione che ricalcavano più o meno le ex-regioni austroungariche. Le province di Bolzano, Trento e Belluno furono annesse nell'Austria nazista e formarono la Zona d'operazioni delle Prealpi (in tedesco OZAV o Operationszone Alpenvorland). Anche il confine con il Friuli-Venezia Giulia fu provvisoriamente modificato: le province, tolte alla sovranità italiana, di Udine, Gorizia, Trieste, Pola, Fiume, a cui si sommava quella autonoma di Lubiana furono inserite nella Zona d'operazioni del Litorale adriatico (in tedesco OZAK o Operationszone Adriatisches Küstenland). A capo di questa regione era nominato il Gauleiter della Carinzia austriaca, Friedrich Rainer.

Il confine tra le due guerre mondiali. Quello con l'Austria non fu modificato dopo il 1945.

### Il confine nel secondo dopoguerra e la questione alto-atesina
Al termine della seconda guerra mondiale, il confine rimase inalterato, quello del 1919. Gli altoatesini avevano sperato nella riunificazione con l'Austria, principalmente a causa della dura politica di snazionalizzazione condotta dal Governo Mussolini contro la popolazione germanofona della regione, perpetrata tra le due guerre. L'Alto-Adige resta, ciononostante, all'Italia a termine degli accordi de Gasperi-Gruber (1946) che garantivano uno statuto di autonomia alla provincia.
Gli anni cinquanta vedono svilupparsi l'autonomismo nell'Alto-Adige. Una parte della popolazione altoatesina, rappresentata dal Südtiroler Volkspartei, contesta il tracciato della frontiera e chiede la riannessione all'Austria. Il secessionismo sudtirolese sfocia anche in azioni terroristiche come quelle della cosiddetta Notte dei fuochi. Nel 1972 la provincia ottiene un'ampia autonomia politica.

## Descrizione

### Caratteristiche geografiche

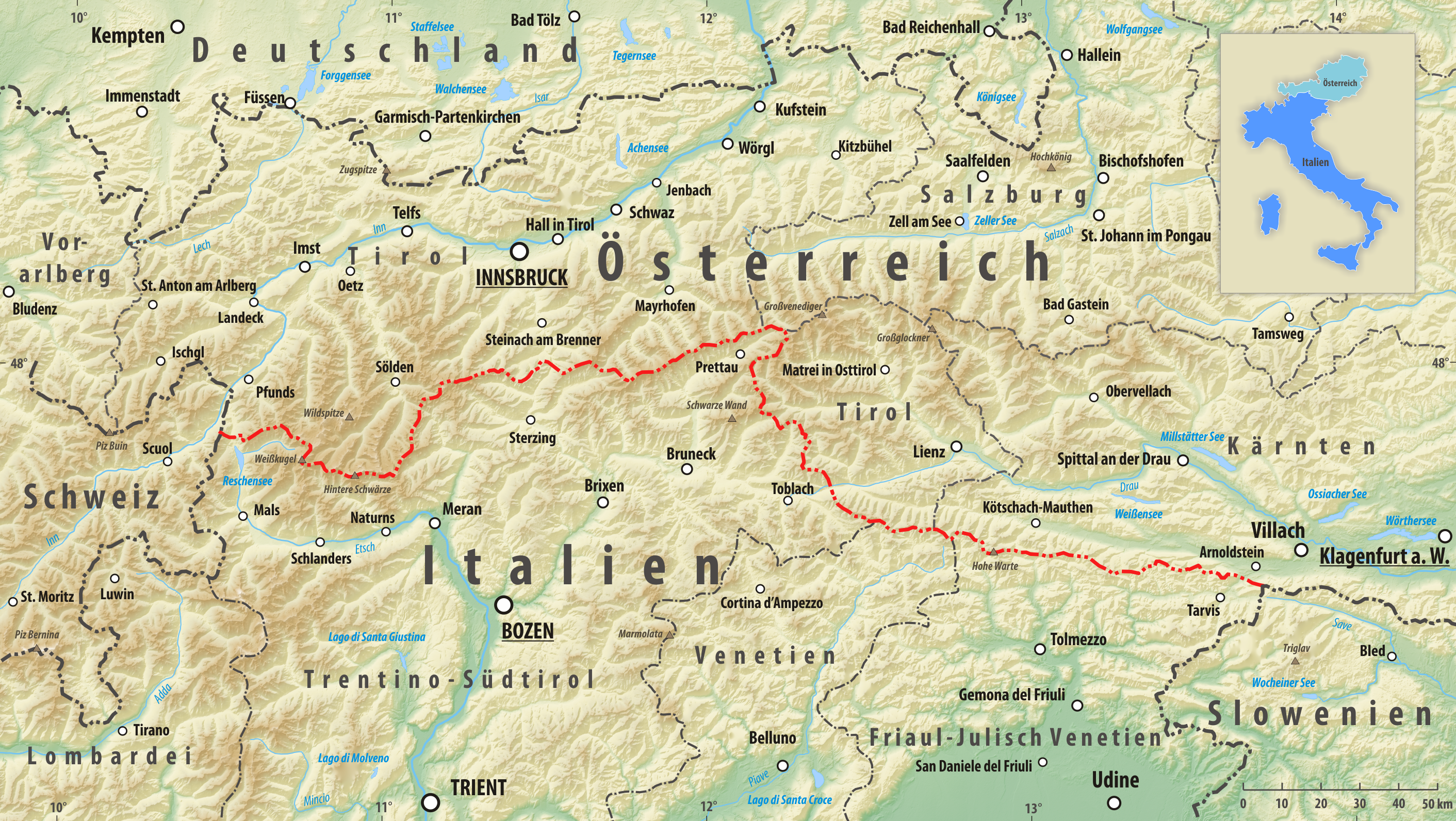
La linea di confine è segnata in rosso.

Il confine ha inizio nei pressi del Passo di Resia dove vi è la triplice frontiera tra Austria, Italia e Svizzera e mantenendo un andamento generale ovest/est termina al monte Forno dove si incontrano le frontiere dell'Austria, Italia e Slovenia.
Il confine segue generalmente lo spartiacque, con due eccezioni:
1. la conca di San Candido, precisamente la sua frazione Prato alla Drava fino al corso del rio Colba - ramo sorgentizio della Drava e il suo affluente rio Sesto (bacino idrografico del Danubio)[11];
2. la conca di Tarvisio attribuite all'Italia benché poste oltre la linea di displuvio (bacino idrografico del Danubio).

Dal versante italiano si trovano principalmente i bacini idrografici dell'Adige, dell'Isarco, del Piave e del Tagliamento; dal versante austriaco i bacini dell'Inn e della Drava.
Il confine è attraversato dalla Strada europea E45 al passo del Brennero, dalla E55 presso Tarvisio e dalla E66 presso San Candido. Altri importanti valichi stradali sono il Passo di Resia, il Passo Stalle, il Passo del Rombo, il Passo di Monte Croce Carnico e il Passo di Pramollo.

### Regioni, Länder, province e distretti interessati

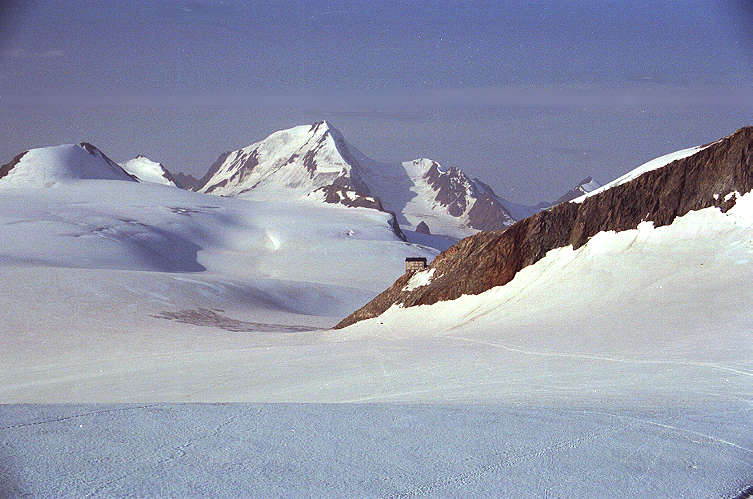
Palla Bianca

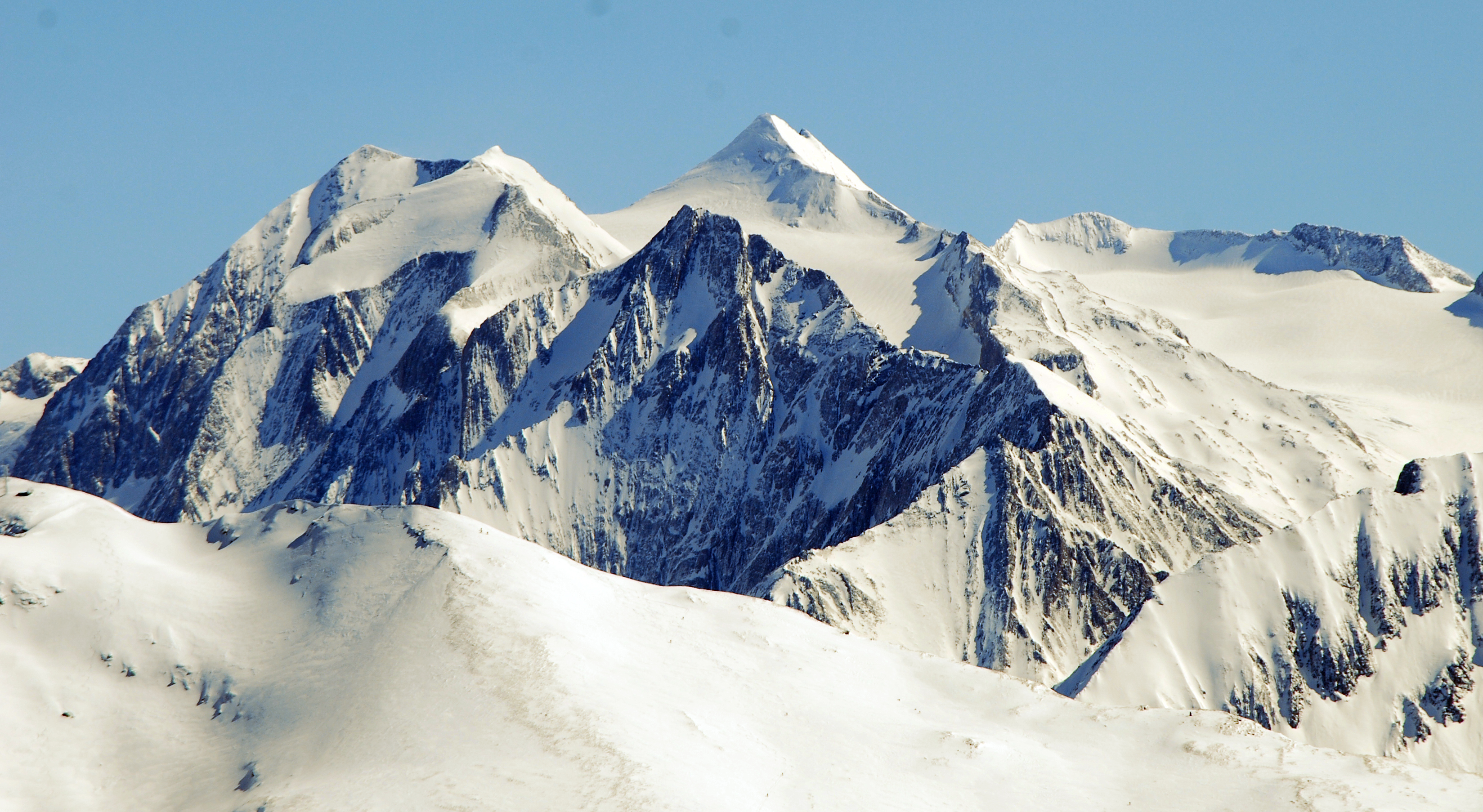
Gran Pilastro

Partendo da occidente e andando verso oriente in Italia il confine con l'Austria interessa tre regioni e tre province:
- Trentino-Alto Adige
  - Provincia di Bolzano
- Veneto
  - Provincia di Belluno
- Friuli-Venezia Giulia
  - Provincia di Udine

In Austria il confine con l'Italia interessa tre Länder e otto distretti:
- Tirolo (nella parte del Tirolo Settentrionale)
  - Distretto di Landeck
  - Distretto di Imst
  - Distretto di Innsbruck-Land
  - Distretto di Schwaz
- Salisburghese
  - Distretto di Zell am See
- Tirolo (nella parte del Tirolo Orientale)
  - Distretto di Lienz
- Carinzia
  - Distretto di Hermagor
  - Distretto di Villach-Land

### Sezioni alpine sul confine

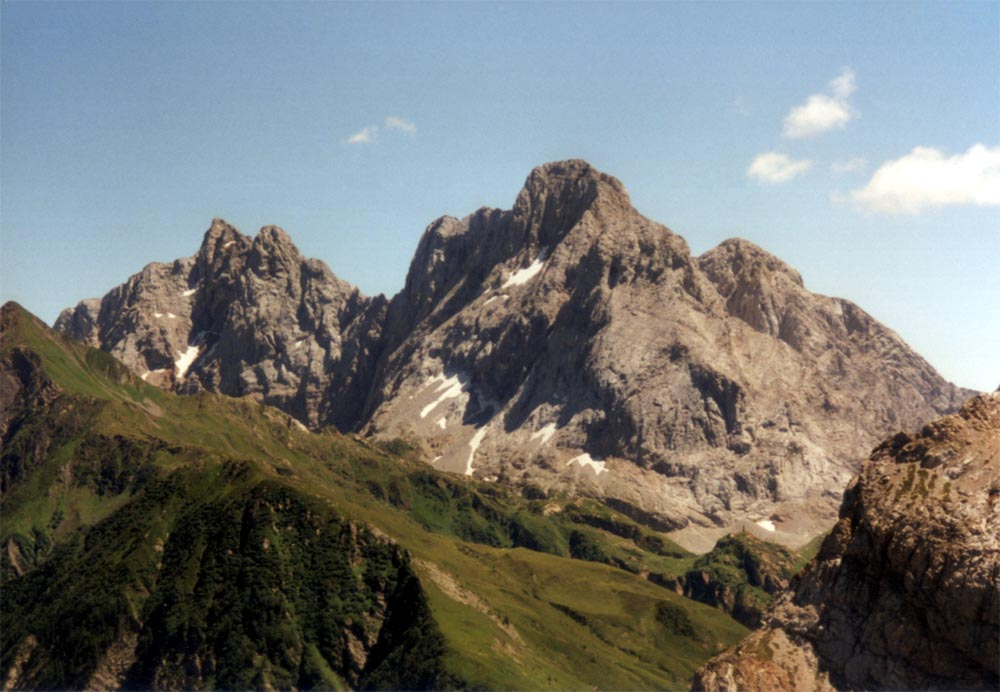
Il monte Coglians è situato sul confine tra l'Austria e l'Italia.

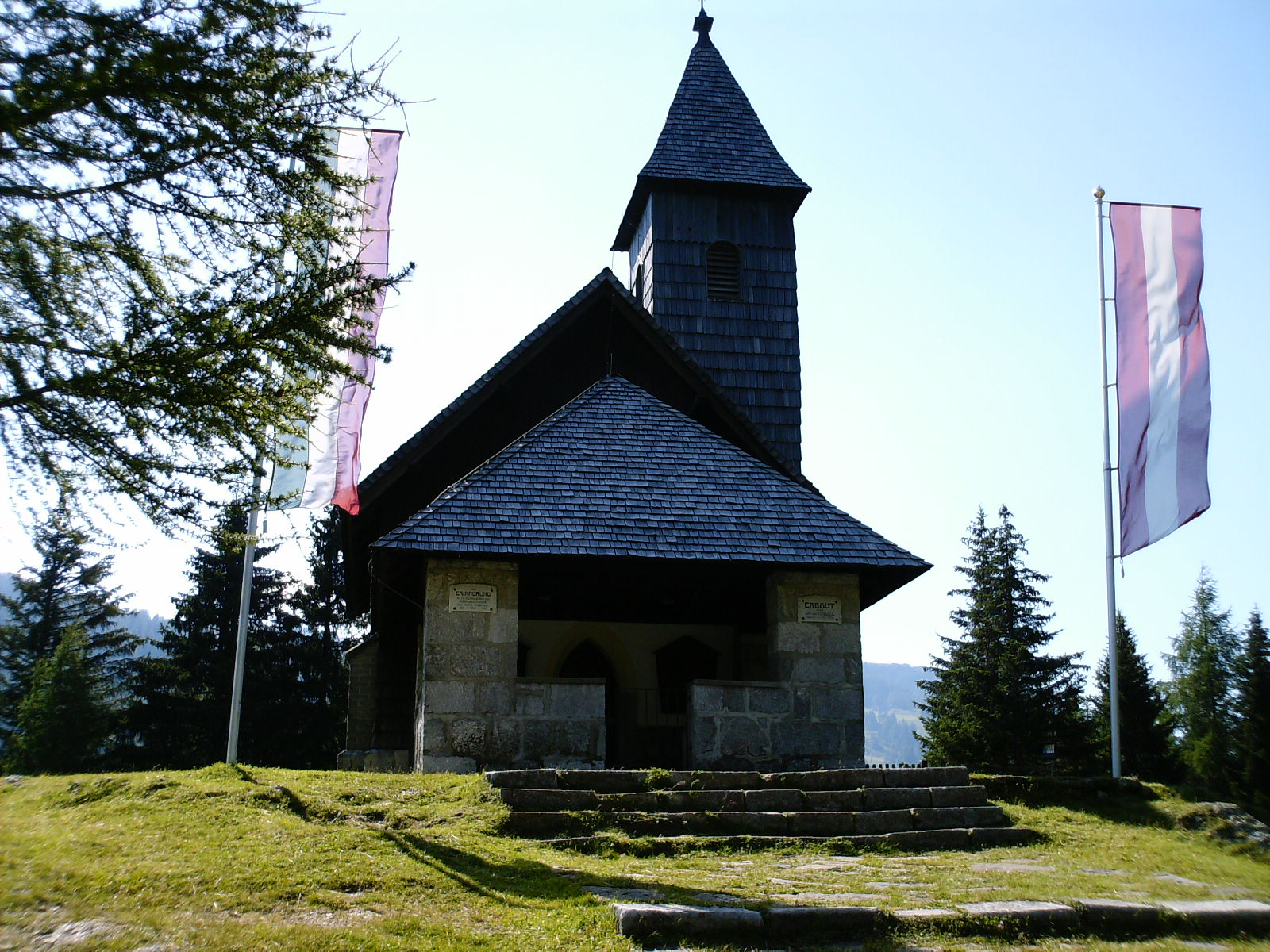
La chiesa collocata sul confine al passo di Pramollo.

Il confine è collocato lungo la catena alpina. Da ovest verso est si incontrano le seguenti sezioni e sottosezioni alpine:
- Alpi Retiche occidentali[12]
  - Alpi della Val Müstair
- Alpi Retiche orientali
  - Alpi Venoste
  - Alpi dello Stubai
- Alpi dei Tauri occidentali
  - Alpi della Zillertal
  - Alti Tauri
  - Alpi Pusteresi
- Alpi Carniche e della Gail
  - Alpi Carniche
- Alpi di Carinzia e di Slovenia
  - Caravanche

### Valichi tra Italia e Austria

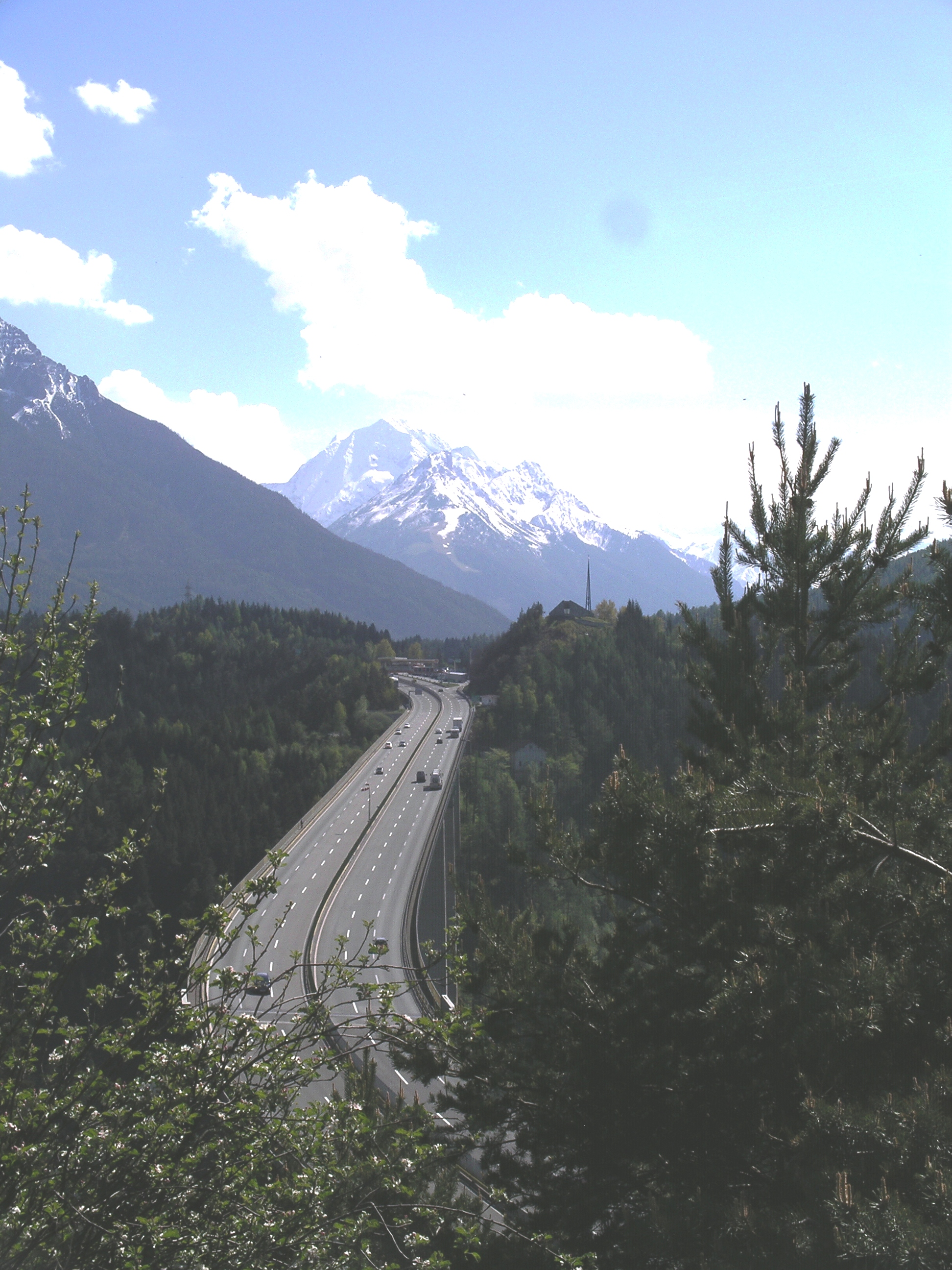
Il ponte Europa presso il Passo del Brennero

- Passo del Brennero (Brennerpaß), 1372 m
- Prato alla Drava (Winnebach), 1100 m
- Passo di Monte Croce Carnico (Plöckenpaß), 1360 m
- Passo di Pramollo (Naßfeldpaß), 1530 m
- Passo di Resia (Reschenpaß), 1508 m
- Passo del Rombo (Timmelsjoch), 2509 m
- Passo Stalle (Staller Sattel), 2052 m
- Passo di Vizze (Pfitscherjoch), 2276 m
- Coccau Valico (Goggau), 672 m

## Cultura

### Le lingue alla frontiera tra Austria e Italia
La frontiera politica tra i due stati è lungi dal ricalcare quella linguistica. Difatti, varie isole e penisole linguistiche tedesche sono sparpagliate lungo la frontiera con l'Austria, residuo della colonizzazione germanica del Medioevo, del Rinascimento e delle congenite mescolanze e movimenti di persone, tipiche di un territorio di confine. Queste isole linguistiche si trovano in due regioni:
- Trentino: Mocheni, Cimbri.
- Friuli: Sauris, Sappada e Timau.

Esistono anche due zone nelle quali il tedesco è dominante: l'Alto Adige (70% germanofono, 26% italofono e 4% ladino) e la Val Canale.
Bisogna differenziare il tedesco "standard" dai dialetti spesso parlati dalle popolazioni di confine.
Non esistono in compenso isole linguistiche italofone dal lato austriaco della frontiera.

### Letteratura sul confine
Di particolare interesse è il romanzo Storia di Tönle (1978), dell'autore asiaghese Mario Rigoni Stern. La storia si svolge nella Valsugana, al confine tra regno d'Italia e impero austroungarico, e racconta la vita del contrabbandiere Tönle Bintarn, costretto a rifugiarsi nel territorio imperial-regio dopo essere stato sorpreso dalla guardia di finanza italiana. Il libro ricostituisce con brio la vita quotidiana sul confine. Il libro offre chiaro valore storico: le "piccole storie" di Rigoni Stern si rivelano "capaci di riflettere con assoluta spontaneità i "grandi" fatti della storia".